# Ruisseau de Moissannes
Ruisseau de Moissannes este o arie protejată (sit de importanță comunitară — SCI) din Franța întinsă pe o suprafață de 7 ha, integral pe uscat.

## Localizare
Centrul sitului Ruisseau de Moissannes este situat la coordonatele 45°51′51″N 1°34′11″E / 45.86417°N 1.56972°E.

## Înființare
Situl Ruisseau de Moissannes a fost declarat arie specială de conservare în baza directivei 92/43 din 1992 referitoare la conservarea habitatelor naturale și a faunei și florei sălbatice pentru a proteja 2 specii de animale.

## Biodiversitate
Situată în ecoregiunea continentală, aria protejată nu include niciun habitat protejat.
La baza desemnării sitului se află mai multe specii protejate:
- mamifere (1): vidră de râu (Lutra lutra)
- nevertebrate (1): Austropotamobius pallipes